# Neoplectops pomonellae
Neoplectops pomonellae is een vliegensoort uit de familie van de sluipvliegen (Tachinidae). De wetenschappelijke naam van de soort is voor het eerst geldig gepubliceerd in 1903 door Schnabl & Mokrzecki.